# Llauro
Llauro [joʁo]  est une commune française située dans l'est du département des Pyrénées-Orientales, en région Occitanie. Sur le plan historique et culturel, la commune est dans la région des Aspres, un petit territoire roussillonnais compris entre les sillons de la Têt au nord et du Tech au sud qui tire son nom de la nature caillouteuse de ses sols.
Exposée à un climat méditerranéen, elle est drainée par la rivière de Passa, l'Ille, la rivière des Aigues, la rivière de Tordères, la rivière de Viviès, le ruisseau de Caratg et par deux autres cours d'eau. La commune possède un patrimoine naturel remarquable composé d'une zone naturelle d'intérêt écologique, faunistique et floristique.
Llauro est une commune rurale qui compte 314 habitants en 2022, après avoir connu une forte hausse de la population depuis 1975. Elle fait partie de l'aire d'attraction de Perpignan. Ses habitants sont appelés les Llauronencs ou  Llauronenques.

## Géographie

### Localisation
La commune de Llauro se trouve dans le département des Pyrénées-Orientales, en région Occitanie.
Elle se situe à 21 km à vol d'oiseau de Perpignan, préfecture du département, à 7 km de Céret, sous-préfecture, et à 9 km de Thuir, bureau centralisateur du canton des Aspres dont dépend la commune depuis 2015 pour les élections départementales.
La commune fait en outre partie du bassin de vie de Céret.
Les communes les plus proches sont : 
Tordères (1,3 km), Vivès (2,9 km), Montauriol (3,3 km), Oms (3,9 km), Fourques (4,6 km), Calmeilles (5,7 km), Saint-Jean-Pla-de-Corts (5,8 km), Caixas (6,2 km).
Sur le plan historique et culturel, Llauro fait partie de la région des Aspres. Compris entre les sillons de la Têt au nord et du Tech au sud, ce minuscule territoire roussillonnais tire son nom de la nature caillouteuse de ses sols.

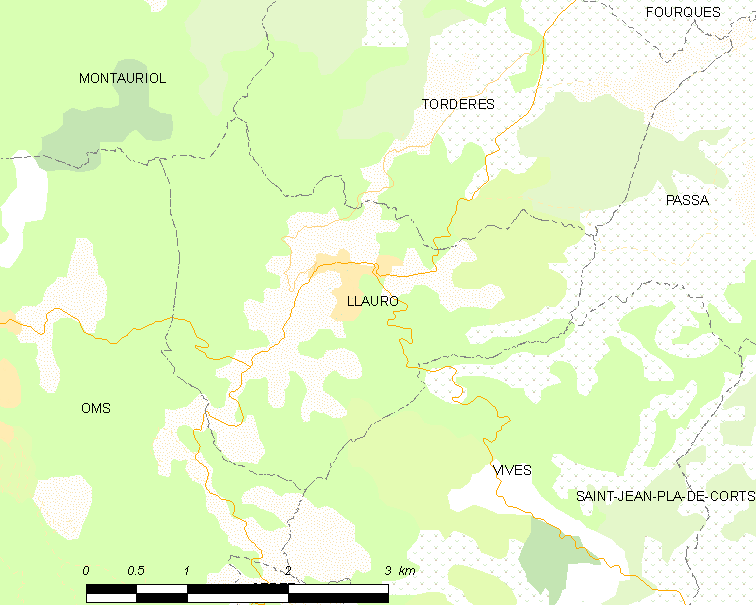
Situation de la commune.

| Montauriol | Tordères |       |
| Oms        | Llauro   | Passa |
|            | Vivès    |       |

### Géologie et relief
La commune est classée en zone de sismicité 3, correspondant à une sismicité modérée.

### Climat
Pour des articles plus généraux, voir Climat de l'Occitanie et Climat des Pyrénées-Orientales.
En 2010, le climat de la commune est de type climat méditerranéen franc, selon une étude du CNRS s'appuyant sur une série de données couvrant la période 1971-2000. En 2020, Météo-France publie une typologie des climats de la France métropolitaine dans laquelle la commune est exposée à un climat méditerranéen et est dans la région climatique Pyrénées orientales, caractérisée par une faible pluviométrie, un très bon ensoleillement (2 600 h/an), un air sec, particulièrement en hiver et peu de brouillards.
Pour la période 1971-2000, la température annuelle moyenne est de 13,8 °C, avec une amplitude thermique annuelle de 15,1 °C. Le cumul annuel moyen de précipitations est de 820 mm, avec 5,5 jours de précipitations en janvier et 4,1 jours en juillet. Pour la période 1991-2020, la température moyenne annuelle observée sur la station météorologique la plus proche, située sur la commune de Vivès à 3 km à vol d'oiseau, est de 15,8 °C et le cumul annuel moyen de précipitations est de 669,2 mm,. Pour l'avenir, les paramètres climatiques de la commune estimés pour 2050 selon différents scénarios d’émission de gaz à effet de serre sont consultables sur un site dédié publié par Météo-France en novembre 2022.

### Milieux naturels et biodiversité

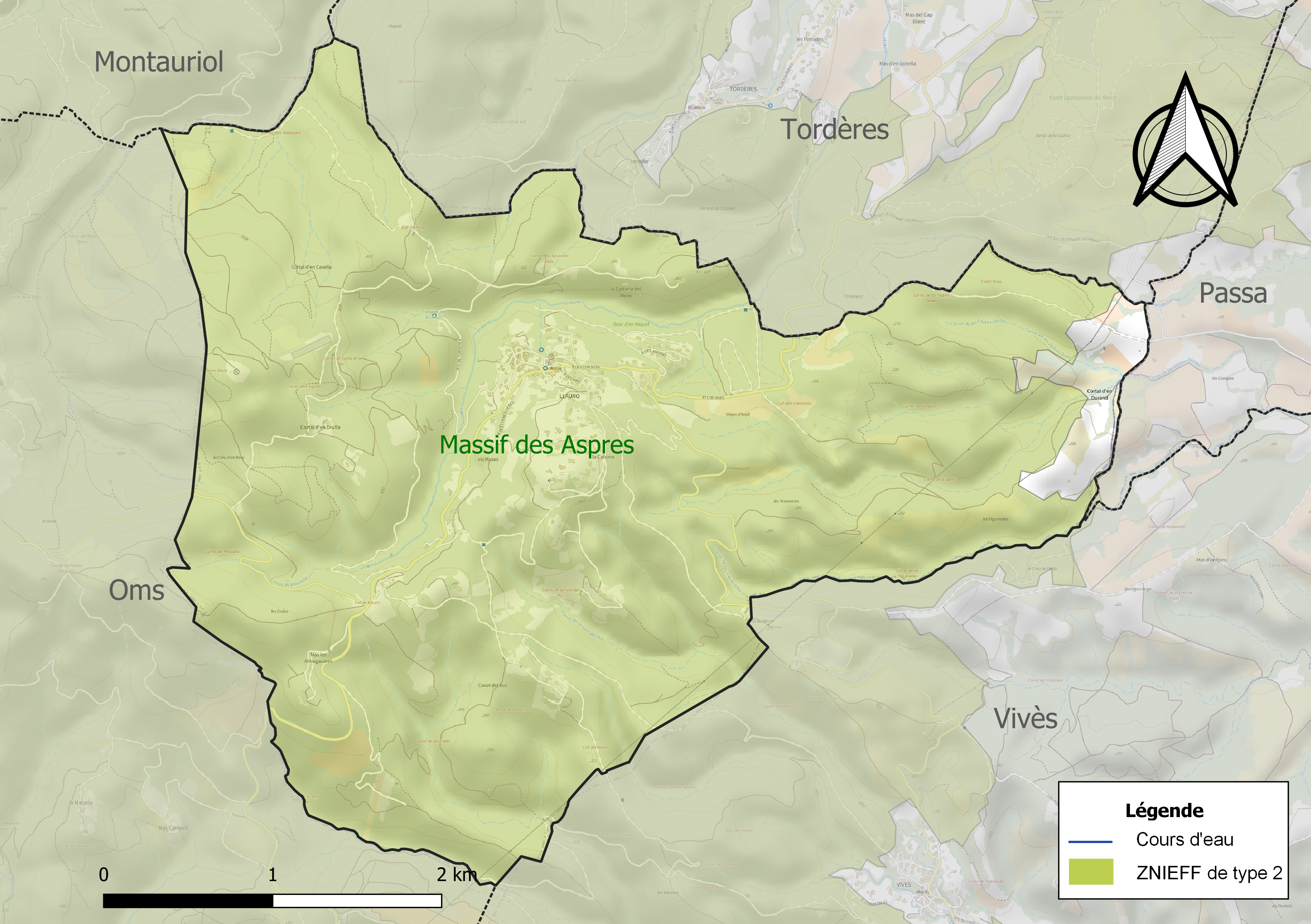
Carte de la ZNIEFF de type 2 localisée sur la commune.

L’inventaire des zones naturelles d'intérêt écologique, faunistique et floristique (ZNIEFF) a pour objectif de réaliser une couverture des zones les plus intéressantes sur le plan écologique, essentiellement dans la perspective d’améliorer la connaissance du patrimoine naturel national et de fournir aux différents décideurs un outil d’aide à la prise en compte de l’environnement dans l’aménagement du territoire.
Une ZNIEFF de type 2 est recensée sur la commune :
le « massif des Aspres » (28 819 ha), couvrant 37 communes du département.

## Urbanisme

### Typologie
Au 1er janvier 2024, Llauro est catégorisée commune rurale à habitat dispersé, selon la nouvelle grille communale de densité à sept niveaux définie par l'Insee en 2022.
Elle est située hors unité urbaine. Par ailleurs la commune fait partie de l'aire d'attraction de Perpignan, dont elle est une commune de la couronne,. Cette aire, qui regroupe 118 communes, est catégorisée dans les aires de 200 000 à moins de 700 000 habitants,.

### Occupation des sols
L'occupation des sols de la commune, telle qu'elle ressort de la base de données européenne d’occupation biophysique des sols Corine Land Cover (CLC), est marquée par l'importance des forêts et milieux semi-naturels (67,3 % en 2018), une proportion sensiblement équivalente à celle de 1990 (67,4 %). La répartition détaillée en 2018 est la suivante : 
forêts (55,7 %), zones agricoles hétérogènes (25,1 %), milieux à végétation arbustive et/ou herbacée (11,6 %), cultures permanentes (4,1 %), zones urbanisées (3,6 %). L'évolution de l’occupation des sols de la commune et de ses infrastructures peut être observée sur les différentes représentations cartographiques du territoire : la carte de Cassini (XVIIIe siècle), la carte d'état-major (1820-1866) et les cartes ou photos aériennes de l'IGN pour la période actuelle (1950 à aujourd'hui).

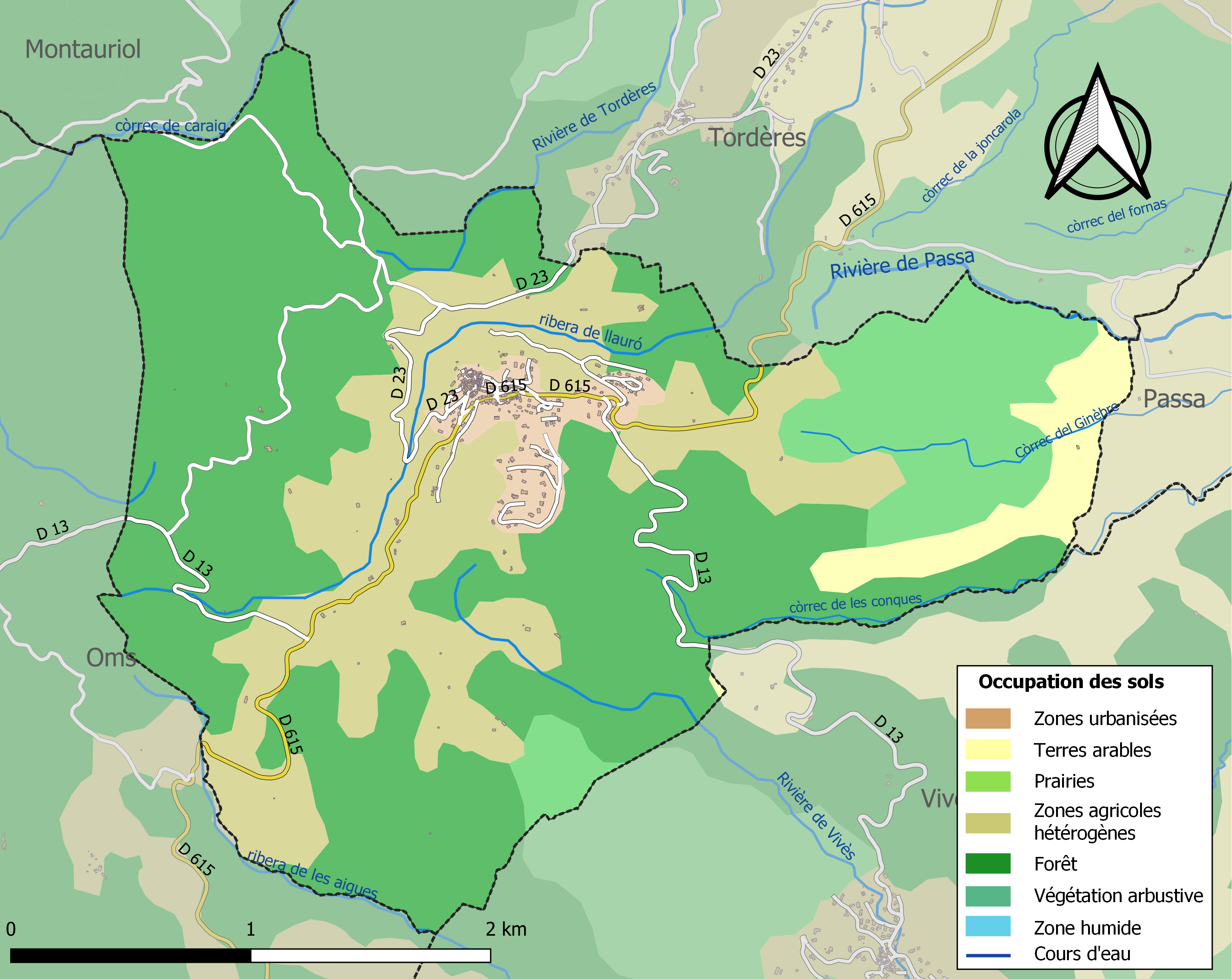
Carte des infrastructures et de l'occupation des sols de la commune en 2018 (CLC).

### Voies de communication et transports
Routes
La commune est traversée par la route départementale D615.
Transports
Un ramassage scolaire est effectué en matinée et en soirée en bus. Le service de bus est effectué par le Conseil départemental des Pyrénées-Orientales et dispose d'un service à la demande.[réf. nécessaire]
Le village dispose d'un aérodrome privé situé à flanc de colline. L'atterrissage et le décollage y sont particulièrement difficiles. La piste est orientée en 06-24, mesure 300 mètres de long et accuse une pente moyenne d'environ 18 %.

### Risques majeurs
Le territoire de la commune de Llauro est vulnérable à différents aléas naturels : inondations, climatiques (grand froid ou canicule), feux de forêts, mouvements de terrains et séisme (sismicité modérée),.
Certaines parties du territoire communal sont susceptibles d’être affectées par le risque d’inondation par crue torrentielle de cours d'eau du bassin du Réart.
Les mouvements de terrains susceptibles de se produire sur la commune sont soit des glissements de terrains, soit des chutes de blocs, soit des effondrements liés à des cavités souterraines.. L'inventaire national des cavités souterraines permet par ailleurs de localiser celles situées sur la commune

## Toponymie
Formes du nom
Le nom de Llauro apparaît pour la première fois dans un précepte de Louis le Pieux en 814, sous la forme de Villa Laurosone. On trouve également au IXe siècle Lauresonum, Laurosum et Villa Laurosono (899). On rencontre ensuite Pug Lauro en 976, puis aux XIe et XIIe siècles les formes Laurosone, Laurone, Laurisoni (1010), Laursione (1011), Lersione (1017), Loch de Lauro en 1354 et Llauro au XVIIe siècle,.
En catalan, le nom de la commune est Llauró.
Étymologie
Plusieurs hypothèses essayent d'expliquer le nom de Llauro. La plus probable lui fait trouver son origine dans le nom du possesseur du domaine, Lauritius (nom lui-même issu de Laurus, le laurier), auquel on a adjoint le suffixe -onem, couramment utilisé dans la région pour former des noms de domaines à partir de noms de personnes (tel à Escaro ou Taztzo). Lauritius-onem aurait évolué vers Laurisone puis Laurosone, avec à un moment une chute du s sans doute due à la confusion avec le terme répandu laurosu, désignant un lieu abondant en laurier. Le passage de Lauro à Llauro, quant à lui se fait après le XIVe siècle suivant les règles habituelles d'évolution de la phonétique du catalan depuis cette époque.
Une autre hypothèse rattache le nom de Llauro directement à laurus, mot latin pour le laurier. Suivi des suffixes -one ou osu, il aurait pu désigner un lieu où abondaient les lauriers. Cependant, on aurait alors dû rencontrer les formes Laurone ou Laurose, et non pas Laurosone.
Enfin, une étymologie populaire rattache le nom à la forme verbale llauró, qui désigne en catalan l'action de labourer.

## Histoire
La présence humaine est attestée depuis au moins deux mille ans avant notre ère, notamment grâce au dolmens de la Cabana del Moro et à celui de Galuert.
Il existe un réseau de mine (pla del mener) mise au jour en 1928 et dans lesquels et aux alentours desquels ont été mis à jour de nombreux artefacts d'origine romaine (178 tessons amphores) et ibériques (kalathos). La zone était occupée par un habitat associé à une mine romaine du haut empire, le tout associé à un réseau de voies romaines vers Saint Jean Pla de Corts et Elne.
LLauró est connue sous le nom de Laurosone et est mentionnée en 814 comme limite de Ceret dans un document de Louis le Pieu. Du IXe au XIe siècle, le nom de la ville prend diverses formes : Laurensono (899), Laurisoni (1010), villa Lersione (1017), Lorso (1084), Laurosono/Laursono (1139).. Durant le Moyen Âge, diverses autorités ecclésiastiques ont des possessions dans le village (Sant Salvador de Besalú, l'Évèque d'Elne...) mais à partir d'une bulle papale d'Alexandre III qui confirme la donation de l'église Saint Martin au monastère Santa María del Camp réalisée par l’évêque d'Elne (Udalgar de Castellnou), Llauró est de plus en plus lié à monastère proche.
A la fin du XIIe siècle, une famille Llauró fait son apparition. En 1197, Pere de Llaurono est l'un des signataires entre les Seigneurs de Cortsaví, Les Termes, et l'abbé d'Arles. En 1272, Llauró est toujours une seigneurie particulière. Béatrice de Llauró et sa fille Blanche, femme de Bertrand d'Ille, se déclarent vassaux du vicomte Guillem IV de Castellnou, et signale le château et la force de Llauró. À la fin du XIIIe siècle, la seigneurie de Llauro passe aux mains de Berenguer Bernat de Ceret, qui dans son testament met en vente Llauro. L'endroit est acheté par ses habitants, en 1273 l'infant Jaume de Mallorca - futur roi Jaume II de Mallorca - est nommé seigneur du lieu. Dès lors et jusqu'à la fin de l'ancien régime Llauró resta une ville royale.
L’église est mentionnée pour la première fois en 1011, dans l’acte de consécration de l’église de Saint-Michel de Montauriol. En 1163, elle devient possession de Sainte Maria del Camp.
La culture du chêne-liège se développe à Llauro dès le début du XIXe siècle et la commune bénéficie alors d'une importante industrie du bouchon de liège. Cette activité continue jusque dans la deuxième moitié du XXe siècle, puis finit par disparaître.
Llauro fusionne avec Passa et Tordères par arrêté préfectoral du 21 février 1973 pour former la commune de Passa-Llauro-Tordères. Ces trois communes ont été rétablies en 1989.

## Politique et administration

### Canton
En 1790, la commune de Llauro est intégrée dans le canton de Thuir, dont elle fait toujours partie lors de sa brève fusion dans la commune de Passa-Llauro-Tordères et dont elle fait encore partie après avoir retrouvé son indépendance en 1989,. À compter des élections départementales de 2015, la commune est incluse dans le nouveau canton des Aspres.

## Population et société

### Démographie ancienne
La population est exprimée en nombre de feux (f) ou d'habitants (H).
| 1355 | 1359 | 1365 | 1378 | 1470 | 1515 | 1553 | 1643 | 1720 |
| ---- | ---- | ---- | ---- | ---- | ---- | ---- | ---- | ---- |
| 6 f  | 11 f | 6 f  | 5 f  | 8 f  | 8 f  | 5 f  | 17 f | 18 f |

| 1730 | 1767  | 1774 | 1789 | - | - | - | - | - |
| ---- | ----- | ---- | ---- | - | - | - | - | - |
| 32 f | 245 H | 32 f | 54 f | - | - | - | - | - |

### Démographie contemporaine
L'évolution du nombre d'habitants est connue à travers les recensements de la population effectués dans la commune depuis 1793. Pour les communes de moins de 10 000 habitants, une enquête de recensement portant sur toute la population est réalisée tous les cinq ans, les populations de référence des années intermédiaires étant quant à elles estimées par interpolation ou extrapolation. Pour la commune, le premier recensement exhaustif entrant dans le cadre du nouveau dispositif a été réalisé en 2007.

En 2022, la commune comptait 314 habitants, en évolution de −0,63 % par rapport à 2016 (Pyrénées-Orientales : +3,92 %, France hors Mayotte : +2,11 %).
| 1793 | 1800 | 1806 | 1821 | 1831 | 1836 | 1841 | 1846 | 1851 |
| ---- | ---- | ---- | ---- | ---- | ---- | ---- | ---- | ---- |
| 261  | 238  | 270  | 262  | 298  | 300  | 319  | 311  | 325  |

| 1856 | 1861 | 1866 | 1872 | 1876 | 1881 | 1886 | 1891 | 1896 |
| ---- | ---- | ---- | ---- | ---- | ---- | ---- | ---- | ---- |
| 336  | 335  | 373  | 363  | 330  | 351  | 399  | 350  | 333  |

| 1901 | 1906 | 1911 | 1921 | 1926 | 1931 | 1936 | 1946 | 1954 |
| ---- | ---- | ---- | ---- | ---- | ---- | ---- | ---- | ---- |
| 328  | 335  | 287  | 275  | 279  | 283  | 228  | 208  | 181  |

| 1962 | 1968 | 1990 | 1999 | 2006 | 2007 | 2012 | 2017 | 2022 |
| ---- | ---- | ---- | ---- | ---- | ---- | ---- | ---- | ---- |
| 191  | 205  | 255  | 270  | 316  | 322  | 316  | 317  | 314  |

Pour 1975 et 1982 : 
| selon la population municipale des années : | 1968 | 1975 | 1982 | 1990 | 1999 | 2006 | 2009 | 2013 |
| Rang de la commune dans le département      | 139  |      |      | 125  | 128  | 123  | 124  | 128  |
| Nombre de communes du département           | 232  | 217  | 220  | 225  | 226  | 226  | 226  | 226  |

### Manifestations culturelles et festivités
- Fête patronale : 11 novembre[40].

## Économie

### Revenus
En 2018, la commune compte 133 ménages fiscaux, regroupant 279 personnes. La médiane du revenu disponible par unité de consommation est de 18 680 € (19 350 € dans le département).

### Emploi
|                | 2008   | 2013   | 2018   |
| -------------- | ------ | ------ | ------ |
| Commune        | 5,5 %  | 12,2 % | 15 %   |
| Département    | 10,3 % | 12,9 % | 13,3 % |
| France entière | 8,3 %  | 10 %   | 10 %   |

En 2018, la population âgée de 15 à 64 ans s'élève à 187 personnes, parmi lesquelles on compte 67,9 % d'actifs (52,9 % ayant un emploi et 15 % de chômeurs) et 32,1 % d'inactifs,. En  2018, le taux de chômage communal (au sens du recensement) des 15-64 ans est supérieur à celui du département et de la France, alors qu'en 2008 la situation était inverse.
La commune fait partie de la couronne de l'aire d'attraction de Perpignan, du fait qu'au moins 15 % des actifs travaillent dans le pôle,. Elle compte 36 emplois en 2018, contre 40 en 2013 et 46 en 2008. Le nombre d'actifs ayant un emploi résidant dans la commune est de 104, soit un indicateur de concentration d'emploi de 34,6 % et un taux d'activité parmi les 15 ans ou plus de 50,6 %.
Sur ces 104 actifs de 15 ans ou plus ayant un emploi, 23 travaillent dans la commune, soit 22 % des habitants. Pour se rendre au travail, 87,5 % des habitants utilisent un véhicule personnel ou de fonction à quatre roues, 2,9 % les transports en commun, 3,9 % s'y rendent en deux-roues, à vélo ou à pied et 5,8 % n'ont pas besoin de transport (travail au domicile).

### Activités hors agriculture

#### Secteurs d'activités
23 établissements sont implantés  à Llauro au 31 décembre 2019.
Le secteur de la construction est prépondérant sur la commune puisqu'il représente 26,1 % du nombre total d'établissements de la commune (6 sur les 23 entreprises implantées  à Llauro), contre 14,3 % au niveau départemental.

### Entreprises et commerces
Llauro compte un camping, un restaurant et divers gîtes.[réf. nécessaire]

### Agriculture
|               | 1988 | 2000 | 2010 | 2020 |
| ------------- | ---- | ---- | ---- | ---- |
| Exploitations | 0    | 12   | 4    | 5    |
| SAU (ha)      | 0    | 110  | 60   | 59   |

La commune est dans la « plaine du Roussillon », une petite région agricole occupant la bande côtière et une grande partie centrale du département des Pyrénées-Orientales. En 2020, l'orientation technico-économique de l'agriculture  sur la commune est la culture de fruits ou d'autres cultures permanentes. Cinq exploitations agricoles ayant leur siège dans la commune sont dénombrées lors du recensement agricole de 2020 (aucune  en 1988). La superficie agricole utilisée est de 59 ha,,.

## Culture locale et patrimoine

### Monuments et lieux touristiques
- L'église Saint-Martin ;
- La Cabana del Moro, dolmen ;
- Le dolmen de Galuert ;
- Le dolmen du Serrat de les Costes.

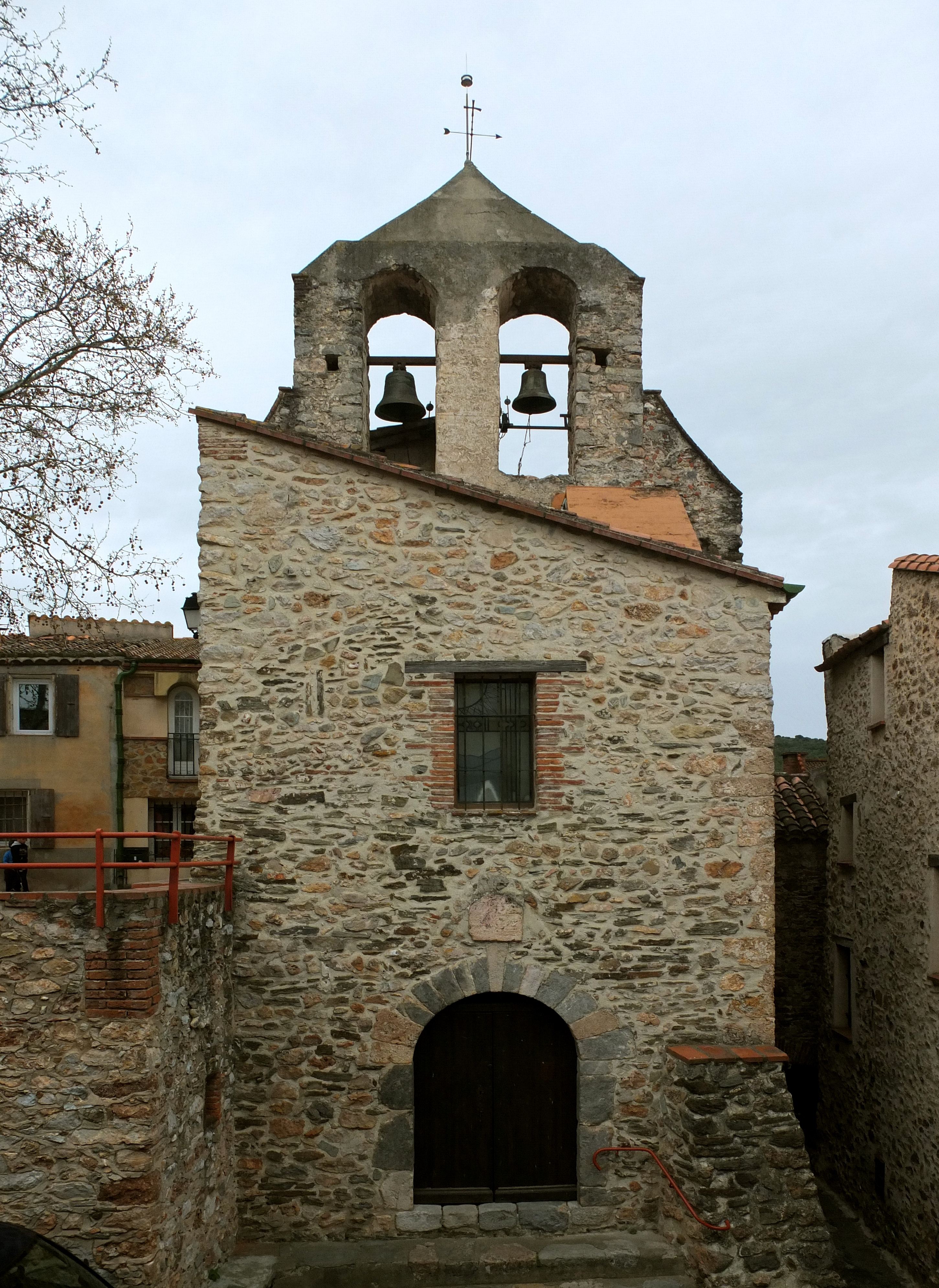
L'église Saint-Martin.
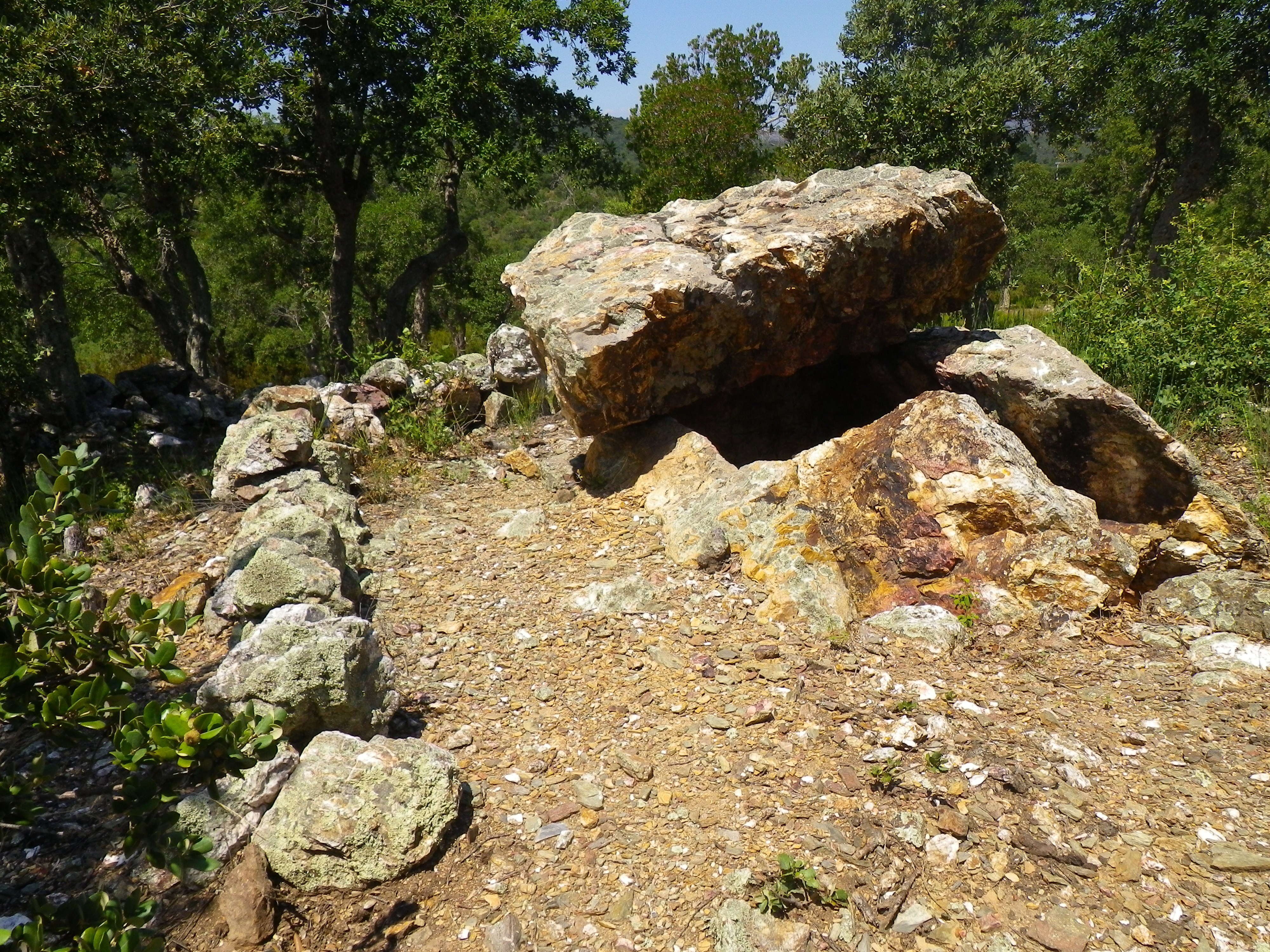
La Cabana del Moro.
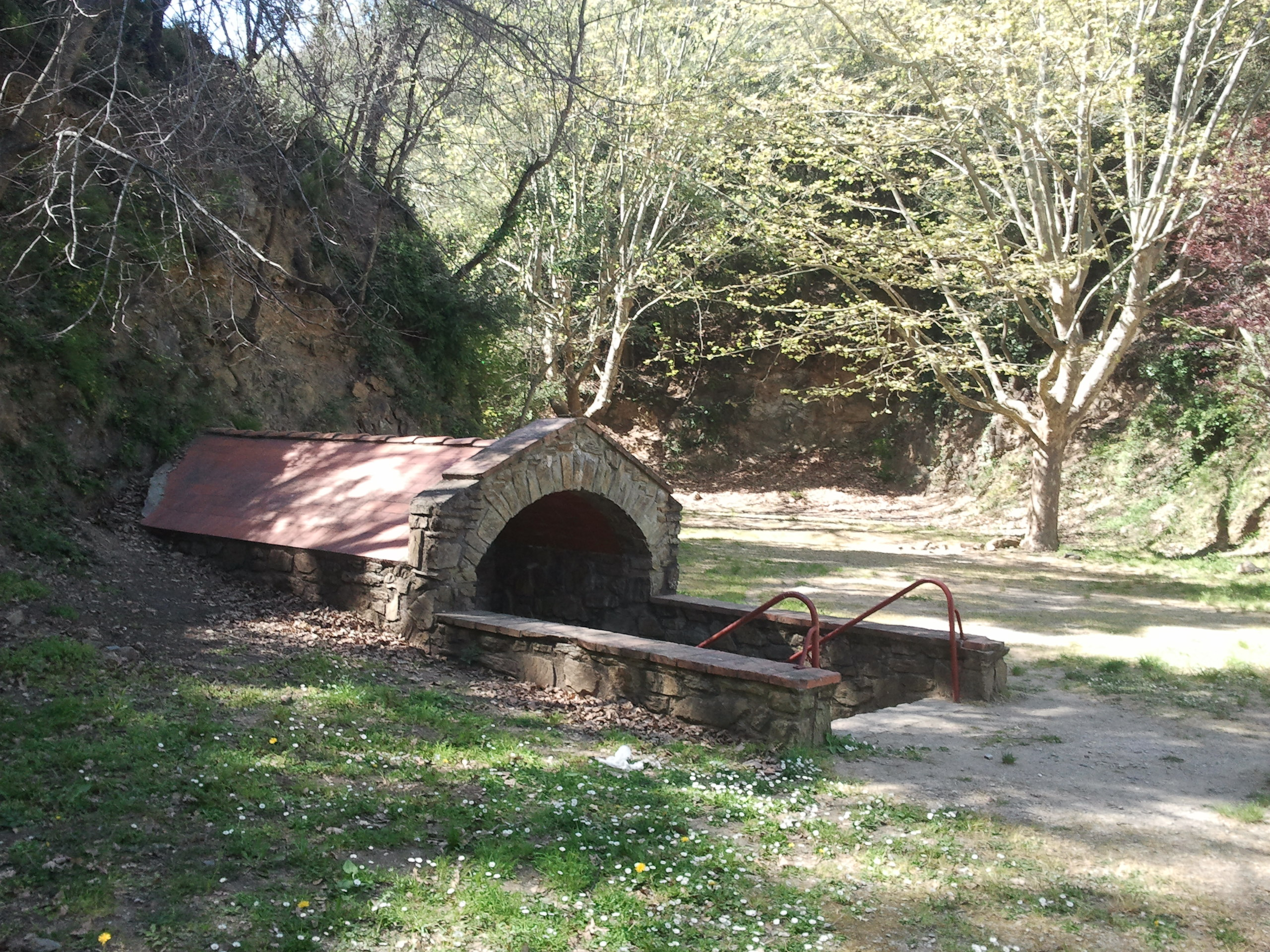
La fontaine des Écureuils.

### Héraldique
| Blason | Blasonnement : d'or à cinq vergettes de gueules. |